# Мірень (Польща)
Мірень (пол. Mireń) — село в Польщі, у гміні Пйонки Радомського повіту Мазовецького воєводства.
Населення — 279 осіб (2011).

## Демографія
Демографічна структура станом на 31 березня 2011 року:
|          | Загалом | Допрацездатний вік | Працездатний вік | Постпрацездатний вік |
| -------- | ------- | ------------------ | ---------------- | -------------------- |
| Чоловіки | 154     | 53                 | 95               | 6                    |
| Жінки    | 125     | 29                 | 76               | 20                   |
| Разом    | 279     | 82                 | 171              | 26                   |